# Asperula azerbaidjanica
Asperula azerbaidjanica är en måreväxtart som beskrevs av Mam, Shach och Velib.. Asperula azerbaidjanica ingår i släktet färgmåror, och familjen måreväxter. Inga underarter finns listade i Catalogue of Life.